# Ideal (Verbandstheorie)
In der abstrakten Algebra ist ein Ideal eines Verbandes {\displaystyle (V,\vee ,\wedge )} eine Teilmenge {\displaystyle I,} die bezüglich beider Verbandsoperationen und bezüglich {\displaystyle \wedge } sogar mit Elementen aus dem gesamten Verband abgeschlossen ist. Die Bezeichnung ist angelehnt an den Begriff des Ideals in der Ringtheorie.

## Definition für Verbände
Sei {\displaystyle V} ein Verband. Ein Ideal {\displaystyle I} von {\displaystyle V} ist eine nicht leere Teilmenge von {\displaystyle V} für die gilt:
- {\displaystyle I} ist ein Unterverband von {\displaystyle V} und
- für alle {\displaystyle a\in I} und {\displaystyle b\in V} ist {\displaystyle a\wedge b\in I.}

## Allgemeine Definition
Eine Halbordnung {\displaystyle (P,\leq )} heißt bedingter Oberhalbverband (englisch conditional upper semi-lattice, kurz: Cusl), falls jedes beschränkte Paar ein Supremum besitzt, also falls für alle {\displaystyle a,b\in P} gilt: Existiert {\displaystyle u\in P} mit {\displaystyle a,b\leq u}, so existiert eine kleinste obere Schranke {\displaystyle a\vee b=\sup\{a,b\}\in P}.
Sei {\displaystyle (P,\leq )} ein Cusl. Eine nicht-leere Teilmenge {\displaystyle I\subseteq P} heiße ein Ideal von {\displaystyle P}, falls gelten:
- {\displaystyle I} ist nach unten abgeschlossen, d. h., für {\displaystyle a\in P}, {\displaystyle b\in I} und {\displaystyle a\leq b} gilt {\displaystyle a\in I}.
- Sind Paarmengen {\displaystyle \{a,b\}\subseteq I} in {\displaystyle P} beschränkt, d. h., es gibt ein {\displaystyle u\in P} mit {\displaystyle a,b\leq u}, so ist {\displaystyle a\vee b\in I}.

## σ-Ideale
Ein Cusl heißt σ-Cusl, falls für alle abzählbaren Teilmengen {\displaystyle A=\{a_{n}\}_{n\in \mathbb {N} }\subseteq P} von {\displaystyle P} gilt: Ist {\displaystyle A} nach oben beschränkt, so gibt es ein Supremum {\textstyle \sup A=\bigvee _{n\in \mathbb {N} }a_{n}\in P}.
Ein Ideal {\displaystyle I\subseteq P} eines σ-Cusl {\displaystyle P} heißt σ-Ideal, falls alle in {\displaystyle P} nach oben beschränkten, abzählbaren Teilmengen von {\displaystyle I} ihr Supremum in {\displaystyle I} haben. Das heißt, ist {\displaystyle \{a_{n}\}_{n\in \mathbb {N} }\subseteq I} und gibt es ein {\displaystyle u\in P}, sodass {\displaystyle a_{n}\leq u} für alle {\displaystyle n\in \mathbb {N} }, so ist {\textstyle \bigvee _{n\in \mathbb {N} }a_{n}\in I}.

## Eigenschaften
Offenbar ist jeder Verband ein Cusl; in einem Verband definiert man {\displaystyle a\leq b} als {\displaystyle a\wedge b=a}.
Die allgemeine Definition schließt die für Verbände mit ein.

## Referenzen
1. 1 2  Viggo Stoltenberg-Hansen, Ingrid Lindstrom und Edward R. Griffor: Mathematical theory of domains. Cambridge Tracts in Theoretical Computer Science, 1994.